# Per Mertesacker
Per Mertesacker, född 29 september 1984, är en tysk före detta fotbollsspelare som spelade för Arsenal FC och Tysklands herrlandslag (mittback), numera assisterande coach för Londonklubben Arsenal FC.

## Karriär
Mertesacker spelade som junior för TSV Pattensen samt Hannover 96. Han debuterade den 11 januari 2003 i Bundesliga för Hannover som vann med 2–1 mot FC Köln. Han gjorde sitt första mål den 29 augusti 2004 mot Borussia Dortmund. Matchen slutade 1–1 efter att Mertesacker nickat in en hörna från Leandro på övertid.
Efter VM gick han till Werder Bremen. Hösten 2011 flyttade Mertesacker till England och klubben Arsenal. 
Han debuterade i det tyska landslaget den 9 oktober 2004 mot Iran. Mertesacker blev inbytt i den 81:a minuten mot Christian Wörns i en match som slutade med en 2–0-vinst för Tyskland.

## Meriter
Tyskland
- VM i fotboll: Guld 2014
- VM i fotboll: 2006, 2010
  - Brons 2006,2010
- EM i fotboll: 2008
  - Silver 2008
- Fifa Confederations Cup 2005
  - Brons 2005